# Tătuleşti
Tătuleşti é uma comuna romena localizada no distrito de Olt, na região de Oltênia. A comuna possui uma área de 44.94 km² e sua população era de 1197 habitantes segundo o censo de 2007.